# NHKみんなのうた 60 アニバーサリー・ベスト 〜ぼくはヒーロー〜
『NHKみんなのうた 60 アニバーサリー・ベスト 〜ぼくはヒーロー〜』（エヌエイチケーみんなのうた ろくじゅう アニバーサリー・ベスト ぼくはヒーロー）は、2021年5月19日に発売された、NHKの音楽番組『みんなのうた』の放送開始60周年記念ベスト・アルバムのシリーズ。

## 概要
- 本作は、キングレコードから発売された。
- 規格商品番号は、KICG-694。
- ジャケット写真の色は、黄色。
- ジャケット写真の楽曲映像のアートワークは、以下の通り。
  - 1977年12月・1978年1月放送「赤鬼と青鬼のタンゴ」
  - 2008年10月・11月放送「数え歌」
  - 2009年4月・5月放送「コイシテイルカ」
  - 2016年6月・7月放送「とろろおくらめかぶなっとう」
  - 2019年2月・3月放送「ぼくはヒーロー」

## 収録曲
- 1.花 / ザ・ピーナッツ
- 2.ドレミの歌 / ペギー葉山
- 3.ちいさい秋みつけた / ボニージャックス
- 4.ウンパッパ / ペギー葉山
- 5.ねこふんじゃった / 天地総子、ひばり児童合唱団
- 6.小さな木の実 / 大庭照子
- 7.南の島のハメハメハ大王 / 水森亜土とトップギャラン
- 8.わたしは「とうふ」です / 熊倉一雄
- 9.赤鬼と青鬼のタンゴ / 尾藤イサオ、ウィルビーズ
- 10.虫歯のこどもの誕生日 / 吉田紀人
- 11.おもいでのアルバム / 芹洋子
- 12.わたしの紙風船 / 紙ふうせん
- 13.おじいさんの電車 / 藤田淑子
- 14.学校坂道 / さとう宗幸
- 15.月の風船 / 高橋洋子
- 16.天下無敵のゴーヤーマン☆ / ガレッジセール
- 17.テトペッテンソン / 井上順
- 18.数え歌 / 池田綾子
- 19.コイシテイルカ / さかなクン、小ざかな合唱団
- 20.ひよこぐも / アヤカ・ウィルソン
- 21.とろろおくらめかぶなっとう / テツandトモ
- 22.願いごとの持ち腐れ / AKB48
- 23.こどもこころ / 山崎育三郎
- 24.ぼくはヒーロー / 宮野真守
- 25.こうもりバットはグッドな紳士 / 水樹奈々